# Tmesisternus modestus
Tmesisternus modestus är en skalbaggsart som beskrevs av Charles Joseph Gahan 1915. Tmesisternus modestus ingår i släktet Tmesisternus och familjen långhorningar.
Artens utbredningsområde är Irian Jaya. Inga underarter finns listade i Catalogue of Life.